# 사회 공포증
사회 불안 장애(영어: social anxiety disorder, SAD) 또는 사회 공포증(社會恐怖症, 영어: social phobia)은 다른 사람과 만나거나, 다른 사람들 앞에서 연설을 하는 등의 낯선 사회적 상황에 적응하지 못하는 것에 대한 두려움과 불안으로 그런 상황을 가능한 한 피하려 하는 병이다. 사회공포증 환자는 잘 모르는 사람과 대화를 하거나, 직장 상사와 이야기할 때 불안하고 긴장이 되어 얼굴이 붉어지거나, 가슴이 두근거리고, 말을 제대로 하지 못한다. 남들 앞에서 발표를 하는 등 남들이 자신을 관찰하고 평가하는 상황에 남의 시선을 의식하게 되고 그러한 상황을 두려워하여 자꾸 피하게 된다. 이러한 상황을 피하다 보면 나중에는 더욱 두려움이 커져서 더욱 그러한 상황을 회피하는 악순환을 되풀이 하게 된다. 사회공포증은 어떤 특정 상황만 두려워하는 사람과 광범위하게 여러 사회 상황을 두려워하는 사람으로 나눌 수 있다. 동양에 특징적으로 나타나는 현상으로는 자신 때문에 다른 사람들이 고통을 받는다고 생각해서 사회적 상황을 두려워하고 피하는 경우도 있다.

## 징후 및 증상
국제질병분류(ICD-10)의 10번째 버전은 사회적 불안을 정신 및 행동 장애 로 분류한다.

### 인지적 측면
사회 불안 장애의 인지 모델에서 사회 공포증이 있는 사람들은 자신이 다른 사람에게 어떻게 비춰질지에 대해 두려움을 느낀다. 그들은 지나치게 자의식을 느끼거나, 활동 후에 높은 자기 주의를 기울이거나, 자신에 대한 높은 수행 기준을 가질 수 있다. 자기 표현의 사회 심리학 이론에 따르면, 영향을 받는 사람은 다른 사람에게 예의 바른 인상을 주려고 시도하지만 그렇게 할 수 없다고 생각한다. 많은 경우, 잠재적으로 불안을 유발할 수 있는 사회적 상황이 발생하기 전에 무엇이 잘못될 수 있는지, 예상치 못한 각각의 경우에 대처하는 방법을 이들은 심사숙고하여 검토할 것이다. 일이 종결된 후에는 이들은 자신이 만족스럽지 못한 행동을 수행했다는 인식을 가질 수 있다. 그 결과 이들은 비정상적이었을 수 있는 모든 것을 당혹스럽게 인식할 것이다. 이러한 생각은 몇 주 또는 그 이상 이어질 수 있다. 인지 왜곡(cognitive distortion)은 대표적인 특징 중 하나이며 CBT(인지 행동 치료) 과정에서 배우게 된다. 생각은 종종 자멸적이고 부정확하다. 사회 공포증이 있는 사람들은 중립적이거나 의미가 모호한 대화를 부정적인 전망으로 해석하는 경향이 있으며, 많은 연구에 따르면 사회적으로 불안한 사람들은 불안을 덜 겪는 사람들보다 부정적인 기억을 더 많이 기억한다.
예를 들어 한 직원이 자신의 동료에게 발표하는 경우를 들 수 있다. 발표하는 동안 그 사람은 말을 더듬어 다른 사람들이 크게 주목하지 않을까 걱정하고 발표자로서의 자신에 대한 인지도가 손상되었다고 생각할 수 있다. 이 인지적 사고는 더 많은 말더듬, 발한 및 잠재적으로 공황 발작을 악화시키는 불안을 더욱 조장한다.

### 행동적 측면
사회 불안 장애는 다른 사람이 간파할 수 있는 상황에 노출되는 하나 이상의 상황에 대한 지속적인 두려움과 다른 사람들이 굴욕적이거나 당혹스럽게 하는 방식으로 뭔가를 하거나 행동할지도 모른다는 두려움이다. 과도한 사회적 회피와 상당한 사회적 또는 직업적 지장으로 이어지기 때문에 정상적인 "수줍음"을 뛰어넘는 것이다. 두려운 활동에는 거의 모든 유형의 사회적 상호 작용, 특히 소그룹, 데이트, 파티, 낯선 사람과의 대화, 식당, 인터뷰 등이 포함될 수 있다.
사회 불안 장애가 있는 사람들은 사회에서 다른 사람들에게 평가받는 것을 두려워한다. 특히 사회불안이 있는 사람은 권위 있는 사람 앞에서 긴장하고 신체검사 시 불편함을 느낀다. 이 장애가 있는 사람들은 특정한 방식으로 행동하거나 말을 한 다음 당황하거나 굴욕감을 느낄 수 있다. 결과적으로 그들은 종종 그러한 상황을 피하기 위해 사회에서 자신을 고립시키는 것을 선택한다. 그들은 또한 모르는 사람들을 만나는 것이 불편함을 느끼고 많은 사람들과 있을 때 거리를 두고 행동할 수 있다. 어떤 경우에는 눈맞춤을 피하거나 누군가가 그들과 이야기할 때 얼굴을 붉힘으로써 이 장애를 드러내 보일수 있다.
심리학자 B. F. 스키너(B.F.Skinner)에 따르면 공포증은 도피 및 회피 행동 에 의해 통제된다. 예를 들어, 학생은 학급 앞에서 말할 때 교실을 떠날 수 있고(도피) 이전에 경험한 불안 발작 때문에 구두 발표를 자제할 수 있다(회피). 주요 회피 행동에는 자기 이미지를 보존하고 다른 사람들 앞에서 판단을 피하기 위해 거의 병리학적이거나 강박적인 거짓말 행동이 포함될 수 있다. 일부 사소한 회피 행동은 눈을 마주치는 것을 피하고 눈에 띄는 떨림을 숨기기 위해 팔짱을 낄 때 드러난다. 그러면 이 상황에서 싸움 또는 도피 응답이 촉발된다.

## 같이 보기
- 회피성 인격장애
- 공황장애